# Suār
Suār är en ort i Indien.   Den ligger i distriktet Rāmpur och delstaten Uttar Pradesh, i den norra delen av landet, 180 km öster om huvudstaden New Delhi. Suār ligger 211 meter över havet och antalet invånare är 28 941.
Terrängen runt Suār är mycket platt. Runt Suār är det tätbefolkat, med 913 invånare per kvadratkilometer. Närmaste större samhälle är Tānda, 12,5 km sydväst om Suār. Trakten runt Suār består till största delen av jordbruksmark.